# ヴァトナヨークトル国立公園
ヴァトナヨークトル国立公園（Vatnajökull National Park）は、アイスランド南東部にある国立公園で、世界遺産である。アイスランドの14％を占める極めて広大な火山地帯であり、ヨーロッパにある国立公園としてはユギドヴァ国立公園に次ぐ2番目に広い国立公園である。

## 概要
2008年にスカフタフェットル国立公園とヨークルスアゥルグリューフル国立公園の2つが統合してヴァトナヨークトル国立公園となった。名称はヨーロッパ最大の氷河であるヴァトナヨークトル氷河にちなむ。地下にマントル・プルームがあるため、火山活動が活発で、10ヶ所の火山と氷河が形成した独特な景観が特徴である。岩盤の大部分は玄武岩であるが、褐色のハイアロクラスタイトも見られる。一帯の地下水には氷河期を生き延びた固有の動物相があり、特に単細胞生物は初期の地球や木星と土星の氷衛星の状態を髣髴させる氷底湖の劣悪な環境で栄えている。また、一帯に外縁堆積原が発達しており、地熱と氷河下の噴火による発生する「ヨークルフロイプ」という氷河学の用語もこの地域に由来する。
2019年7月5日に、「火と氷の絶えず変化する自然」として、世界自然遺産に登録された。首都レイキャヴィークから約400kmの地点に位置する。

## 地理
一帯はアイスランド中央高地の楯状地に位置する。ヴァトナヨークトル氷河はヨーロッパ最大の氷河で面積は8100平方キロメートルと兵庫県と同じ面積、厚さは400mから600mで最大950mにもなる。中央部には活火山が点在し最も大きいのはバルサルブンガ山であり、最も活発であるのがグリムスヴォトンである。
北東部のエイヤバッカル一帯はコザクラバシガン、オオハクチョウ、ヨーロッパムナグロ、ハマシギ、ユキホオジロなどの鳥類の生息地で、2013年にラムサール条約登録地となった。

## 気候
- ヴァトナヨークル南部の年間降水量は1000-3000mmと多く夏は10度から20度台と冷涼であり、冬は氷点下10度を下回ることなく温暖な気候である。
- 氷冠部の年間降水量の殆どが雪として降り、4000-5000mmに達し、雪の深さは10mから15mにもなる。冬、南部では気温が氷点下となり風は吹き荒れマイナス20度から30度の極寒となる。
- 氷冠の北東部では年間降水量が350-450mmと国内で最も降水量が少ない地域であるが、アスキャなどの高地の一部では降水量が多い地域もある。冬は晴れの日が多く穏やかな気候であるが、気温は非常に低くなる。
- 北部では南風が吹いているため少雨高温である。

## 事業運用
- 国立公園は4区分で管理されている。6月中旬から8月中旬はアスビルギとスカフタフェルで毎日レンジャーがガイドをしている。
- 殆どのレンジャーステーションは7月初旬から8月中旬まで解説付きのウォーキングが行われ、冬季は立ち入り禁止となっている。

- 北部：ヴァトナヨークトル北西部、アスクジャカルデラ、ヨークルスアゥルグリューフル渓谷

- 東部：ヴァトナヨークトル北東部、クヴェルクフィヨットル山脈
- エイイルススタジルにビジターセンターがある。

- 南部：ヴァトナヨークトル南東部、ロゥマグヌープル山（英語版）、ロンソレーフィ（英語版） ビジターセンターとキャンプ場がスカフタフェットルにある。
- ヘプン、ホッフェル（英語版）、ホルムール（アイスランド語版）、スカフタフェットルによって運営されている。

- 西部：ヴァトナヨークトル南西部、ラキ火山、ラゥンギショゥル
- キルキュバイヤルクロイストゥルに情報センターがある。

## 世界遺産
2019年に、ヴァトナヨークトル国立公園および隣接する保護区群が世界遺産リストに登録された。

### 登録基準
この世界遺産は世界遺産登録基準のうち、以下の条件を満たし、登録された（以下の基準は世界遺産センター公表の登録基準からの翻訳、引用である）。
- (8) 地球の歴史上の主要な段階を示す顕著な見本であるもの。これには生物の記録、地形の発達における重要な地学的進行過程、重要な地形的特性、自然地理的特性などが含まれる。